# بتی بوید
بتی بوید (انگلیسی: Betty Boyd؛ ‏ ۱۱ مهٔ ۱۹۰۸ – ۱۶ سپتامبر ۱۹۷۱) بازیگر اهل ایالات متحده آمریکا بود.
وی بازیگر فیلم‌هایی همچون الهه سبز و یک عاشقانه سلطنتی بوده‌است.